# The Negative One
The Negative One è un singolo del gruppo musicale statunitense Slipknot, pubblicato il 5 agosto 2014 come primo estratto dal quinto album in studio .5: The Gray Chapter.

## Descrizione
Anticipato nel mese di luglio 2014 da varie anteprime, The Negative One è il primo singolo pubblicato dal gruppo senza la partecipazione del bassista Paul Gray, deceduto nel 2010, e del batterista Joey Jordison, allontanato dal gruppo verso la fine del 2013.
Il brano è stato reso disponibile per l'ascolto a partire dal 1º agosto 2014 attraverso il sito ufficiale del gruppo e quattro giorni più tardi è stato reso disponibile per l'acquisto nei principali negozi di musica digitale. Successivamente è stato nominato per il Grammy Award alla miglior interpretazione metal ai Grammy Awards 2015.

## Video musicale
Per The Negative One è stato realizzato un video, diretto dal percussionista del gruppo Shawn Crahan e reso disponibile il 5 agosto 2014. Esso, che non vede la partecipazione di alcun componente del gruppo, contiene numerosi riferimenti al satanismo.

## Tracce
Testi e musiche di Corey Taylor e James Donald Root.
Download digitale
1. The Negative One – 5:26

CD promozionale (Europa)
1. The Negative One (Album Version) – 5:27
2. The Negative One (Clean Version) – 5:26

## Formazione
Gruppo
- Shawn Crahan – percussioni, cori
- Chris Fehn – percussioni, cori
- Sid Wilson – giradischi
- Mick Thomson – chitarra, basso[11]
- Craig Jones – campionatore, tastiera
- Jim Root – chitarra, basso[11]
- Corey Taylor – voce

Altri musicisti
- Donnie Steele – basso[11]
- Alessandro Venturella – basso
- Jay Weinberg – batteria[11]

Produzione
- Slipknot – produzione
- Greg Fidelman – produzione
- Joe Barresi – missaggio
- Jim Monti – registrazione
- Greg Gordon – registrazione
- Sara Lyn Killion – registrazione
- Geoff Neal – assistenza tecnica
- Chris Claypool – assistenza tecnica
- Marcus Johnson – assistenza tecnica
- Evin O'Cleary – assistenza tecnica
- Dan Monti – montaggio
- Lindsay Chase – coordinazione alla produzione
- Vlado Meller – mastering

## Classifiche
| Classifica (2014)                | Posizione massima |
| -------------------------------- | ----------------- |
| Regno Unito                      | 71                |
| Regno Unito (rock & metal)       | 1                 |
| Stati Uniti (mainstream rock)    | 33                |
| Stati Uniti (rock & alternative) | 21                |